# Thierry de Duve
Thierry de Duve (né le 21 octobre 1944 à Saint-Trond) est un professeur belge de théorie de l'art moderne et de l'art contemporain et auteur d'ouvrages dans ce domaine. Il est critique d'art ainsi que commissaire d'expositions.
Il a été professeur invité à l'université Lille-III, à la Sorbonne, au MIT et à l'université Johns-Hopkins ainsi que professeur invité distingué de la chaire Elliot and Roslyn Jaffe d'art contemporain au département d'histoire de l'art de l'université de Pennsylvanie.
Il a été fellow au Center for the Advanced Study of the Visual Arts (CASVA) à la National Gallery of Art à Washington.
En 2010, il a enseigné l'histoire de l'art et l'esthétique à l'université Lille-III.
Pour lui, il n'y a pas de différence entre l'art moderne, post-moderne et contemporain : la même logique domine depuis le début. L'art n'a pas d'essence; c'est ce que nous appelons de ce nom.

## Commissaire d'exposition
- Voici - 100 ans d'art contemporain (palais des beaux-arts de Bruxelles, 2001)
- Pavillon belge pour la Biennale de Venise (2003)

### Ouvrages co-dirigés
- 2004 La Peinture de Manet, Michel Foucault; suivi de Michel Foucault, un regard, sous la direction de Maryvonne Saison : Dominique Chateau, Thierry de Duve, Claude Imbert. Seuil, Paris, 2004. 176 pp.  (ISBN 2-02-058537-5)
- Jeff Wall Thierry de Duve, Arielle Pélenc, Boris Groys, Jean-François Chevrier, Phaidon, Collection: Artistes contemporains, 2006. 212 pp.  (ISBN 0-7148-9675-6)
- L'art sans sujet ? Marie-Claire Ropars, Mauro Carbone, Michel Costantini, Thierry de Duve. Presses universitaires de Vincennes, Paris, 2008, 168 pp.  (ISBN 978-2-84292-206-1)
- Jeff Wall - L'édition complète Mark Lewis, Thierry de Duve, Boris Groys, Jean-François Chevrier, Phaidon, 2010, 278 pp.  (ISBN 978-0-7148-5908-8)

## Source de la traduction
- (en) Cet article est partiellement ou en totalité issu de l’article de Wikipédia en anglais intitulé « Thierry de Duve » (voir la liste des auteurs).